# Joachim du Bellay
Joachim du Bellay (Liré, Anjou, 1522-París, 1 de enero de 1560) fue un poeta francés.

## Biografía
Joachim du Bellay nació alrededor de 1522 en Liré, en el château de la Turmelière, en la región de Anjou. En aquella época era rey de Francia Francisco I y estaba en auge el Renacimiento, sobre todo en lo referente a cultura y arte. Pertenecía a una familia de antigua nobleza y quedó huérfano a los 10 años. 
En 1547, mientras estudiaba en la Universidad de Poitiers, trabó amistad con Pierre de Ronsard. Juntos fueron al Collège Coqueret de París, donde el helenista Jean Dorat les descubrió a los autores clásicos grecolatinos y la poesía italiana. A su alrededor se formó el grupo poético que se conocerá en principio como La Brigada y más adelante como La Pléyade.
En 1549, du Bellay escribió la Defensa e ilustración de la lengua francesa, manifiesto inspirado en las ideas del grupo:
- 1. Defender la lengua francesa como una lengua culta de igual rango que el latín contra los que no la consideraban como tal.
- 2. Renovar las letras francesas mediante la imitación de los clásicos grecolatinos y los poetas del Renacimiento italiano, Petrarca, Dante y el Dolce stil nuovo.
- 3. Enriquecer o ilustrar la lengua francesa ilustrándola mediante la introducción de vocablos extraídos de los dialectos franceses y de cultismos provenientes de las lenguas clásicas.
- 4. Aumentar el repertorio de géneros y formas poéticas de la métrica francesa introduciendo estrofas nuevas grecolatinas e italianas, sonetos, odas, elegías, himnos y églogas.
- 5. Aportar nuevos recursos literarios y retóricos, como el encabalgamiento o enjambement.
- 6. Renegar de la literatura francesa medieval y sus géneros y volver a los géneros poéticos de la Antigüedad.
- 7. Rechazar el marotismo.

Estas novedades constituyen el manifiesto. Este libro, enérgico, aunque algo altivo, se considera el punto de partida de la poesía francesa. La Oliva (1549) es la primera recopilación francesa de sonetos de amor, y están hechos a la manera de Petrarca.
Entre 1553 y 1557, du Bellay se convierte en el secretario, en Roma, del cardenal Jean du Bellay, primo de su padre y un conocido diplomático. El poeta descubre en sus cuatro años de estancia la Ciudad mítica de la Antigüedad, de la que solo quedan ruinas, fasto y depravación. El asco y la añoranza se adueñan del poeta, sentimientos éstos que le inspirarán páginas hermosísimas.
En 1557, vuelve a Francia y publica Las antigüedades de Roma, los Diversos Juegos Rústicos y Las añoranzas (1558). Estas obras obtienen un gran reconocimiento en la época y sirven a Joachim du Bellay para que participe en la vida intelectual parisina. 
Muere repentinamente en su mesa de trabajo en la noche del 1 de enero de 1560, cuando contaba con 37 años de edad. Se le entierra al lado de la capilla de la catedral de Notre-Dame de París, pero su tumba no se encuentra allí, por lo que se le consideró perdida por años. Sin embargo, luego de las excavaciones posteriores al incendio  de la catedral en el 2019, se encontró un ataúd de plomo de la época de su deceso. Luego de estudiarlo, los científicos comprobaron que el cuerpo presenta numerosos rasgos que coinciden con las enfermedades del poeta, por lo que su identificación es altamente probable. La explicación que proponen es que cuando sus versos se hicieron populares, reubicaron su cuerpo a otro sitio.

## Obras
- En la ciudad de Le Mansos (1547)
- El Olivo (1549)
- Versos líricos (1549)
- Recopilación de poesías (1549)
- La Tumba de Margarita de Valois (1551)
- Las Añoranzas (1558)
- Las Antigüedades de Roma (1558)
- El Poeta cortesano (1559)
- Sonetos a la reina de Navarra (1561)

## Ensayos
- Defensa e ilustración de la lengua francesa (1549)
- Discurso sobre la poesía (1560)